# Pine Grove (Washington)
Pine Grove  est une census-designated place américaine de l'État de Washington dans le comté de Ferry. 
La population était de 145 habitants en 2010.